# Кварконий
Кварко́ний — вид мезона, состоящий из кварка и антикварка одного и того же аромата. Примерами таких частиц являются J/ψ-мезон (cc,  состояние чармония см. ниже) и ϒ-мезон (bb, состояние боттомония см. ниже). Реальное связанное состояние t-кварка и антикварка — топоний, или тэта-мезон — не существует, поскольку t-кварк распадается путём слабого взаимодействия прежде, чем может сформировать связанное состояние (однако может существовать виртуальная пара tt). Обычно термин «кварконий» употребляется только применительно к тяжёлым ароматам, то есть мезонам, образованным тяжёлыми кварками (c, b, t). Это связано с тем, что физические состояния лёгких кварков (u, d и s), наблюдаемые в эксперименте, представляют собой квантово-механические суперпозиции всех ароматов. Большое различие в массах очарованного (с) и прелестного (b) кварков с лёгкими ароматами приводит к тому, что состояния первых хорошо описываются в терминах кварк-антикварковых пар одного аромата.

## Состояния чармония
В представленной таблице одни и те же частицы могут быть названы с использованием спектроскопической нотации или путём указания их массы. В некоторых случаях используются серии возбуждений: Ψ′ — первое возбуждение Ψ (исторически это состояние называется J/ψ), Ψ″ — второе возбуждение и т. д.
Некоторые состояния предсказаны, но пока не обнаружены; другие не подтверждены. Квантовые числа частицы X(3872) неизвестны, по поводу её структуры идёт дискуссия. Это может быть:
- кандидат в состояние 11D2;
- гибридное состояние чармония;
- молекула {\displaystyle D^{0}{\bar {D}}^{*0}.}

В 2005 году в эксперименте BaBar объявили об открытии нового состояния Y(4260). Эксперименты CLEO и Belle также подтвердили его существование. Первоначально считалось, что это состояние чармония, однако имеются свидетельства более экзотической природы этой частицы, например молекула D-мезонов, система из 4 кварков или гибридный мезон.
| Терм n2S + 1LJ | IG(JPC) | Частица        | Масса (МэВ/c²)   |
| -------------- | ------- | -------------- | ---------------- |
| 1S0            | 0+(0−+) | ηc(1S)         | 2980,3 ± 1,2     |
| 13S1           | 0−(1−−) | J/ψ(1S)        | 3096,916 ± 0,011 |
| 1P1            | 0−(1+−) | hc(1P)         | 3525,93 ± 0,27   |
| 13P0           | 0+(0++) | χc0(1P)        | 3414,75 ± 0,31   |
| 13P1           | 0+(1++) | χc1(1P)        | 3510,66 ± 0,07   |
| 13P2           | 0+(2++) | χc2(1P)        | 3556,20 ± 0,09   |
| 21S0           | 0+(0−+) | ηc(2S) или η′c | 3637 ± 4         |
| 23S1           | 0−(1−−) | ψ(3686)        | 3686,09 ± 0,04   |
| 1D2            | 0+(2−+) | ηc2(1D)†       |                  |
| 13D1           | 0−(1−−) | ψ(3770)        | 3772,92 ± 0,35   |
| 13D2           | 0−(2−−) | ψ2(1D)         |                  |
| 13D3           | 0−(3−−) | ψ3(1D)         | 3842 ± 1         |
| 21P1           | 0−(1+−) | hc(2P)†        |                  |
| 23P0           | 0+(0++) | χc0(2P)†       |                  |
| 23P1           | 0+(1++) | χc1(2P)†       |                  |
| 23P2           | 0+(2++) | χc2(2P)†       |                  |
| ?              | 0?(??)† | X(3872)        | 3872,2 ± 0,8     |
| ?              | ?(1−−)  | Y(4260)        | 4260+8 −9        |

Примечания:
* Требует подтверждения.
† Предсказан, но пока не обнаружен.
† Интерпретируется как состояние чармония 1−−.

## Состояния боттомония
В представленной таблице одни и те же частицы могут быть названы с использованием спектроскопической нотации или путём указания их массы.
Некоторые состояния предсказаны, но пока не обнаружены; другие не подтверждены.
| Терм n2S + 1LJ | IG(JPC) | Частица            | Масса (МэВ/c²)  |
| -------------- | ------- | ------------------ | --------------- |
| 1S0            | 0+(0−+) | ηb(1S)             | 9388,9+3,1 −2,3 |
| 13S1           | 0−(1−−) | Υ(1S)              | 9460,30 ± 0,26  |
| 1P1            | 0−(1+−) | hb(1P)             |                 |
| 13P0           | 0+(0++) | χb0(1P)            | 9859,44 ± 0,52  |
| 13P1           | 0+(1++) | χb1(1P)            | 9892,76 ± 0,40  |
| 13P2           | 0+(2++) | χb2(1P)            | 9912,21 ± 0,40  |
| 21S0           | 0+(0−+) | ηb(2S)             |                 |
| 23S1           | 0−(1−−) | Υ(2S)              | 10023,26 ± 0,31 |
| 1D2            | 0+(2−+) | ηb2(1D)            |                 |
| 13D1           | 0−(1−−) | Υ(1D)              | 10161,1 ± 1,7   |
| 13D2           | 0−(2−−) | Υ2(1D)             |                 |
| 13D3           | 0−(3−−) | Υ3(1D)             |                 |
| 21P1           | 0−(1+−) | hb(2P)             |                 |
| 23P0           | 0+(0++) | χb0(2P)            | 10232,5 ± 0,6   |
| 23P1           | 0+(1++) | χb1(2P)            | 10255,46 ± 0,55 |
| 23P2           | 0+(2++) | χb2(2P)            | 10268,65 ± 0,55 |
| 3S1            | 0−(1−−) | Υ(3S)              | 10355,2 ± 0,5   |
| 43S1           | 0−(1−−) | Υ(4S) или Υ(10580) | 10579,4 ± 1,2   |
| 53S1           | 0−(1−−) | Υ(10860)           | 10865 ± 8       |
| 63S1           | 0−(1−−) | Υ(11020)           | 11019 ± 8       |

Примечания:
* Предварительный результат, требуется подтверждение.

## Кварконий в КХД
Расчёты свойств мезонов в квантовой хромодинамике (КХД) носят непертурбативный характер. Поэтому единственным доступным общим методом остаётся прямой расчёт с использованием КХД на решётке. Однако существуют и другие методы, также эффективные применительно к тяжёлому кварконию.
Лёгкие кварки в мезоне движутся с релятивистскими скоростями, поскольку масса их связанного состояния много больше масс самих составляющих кварков. Но скорость очарованного и прелестного кварков в соответствующих состояниях кваркония существенно меньше, и релятивистские эффекты затрагивают такие состояния в меньшей степени. Оценки этих скоростей v дают около 0,3 скорости света для чармония и 0,1 для боттомония. Таким образом расчёты таких состояний могут проводиться путём разложения по степеням малого параметра v/c. Этот метод получил название нерелятивистской КХД (non-relativistic QCD — NRQCD).
Нерелятивистская КХД также квантуется как калибровочная теория на решётке, что позволяет использовать ещё один подход в расчётах КХД на решётке. Таким образом было получено хорошее согласие с экспериментом в значении масс боттомония, и это является одним из лучших свидетельств состоятельности метода КХД на решётке. Для масс чармония согласие не такое хорошее, но учёные работают над улучшением данного метода. Также ведётся работа в направлении вычислений таких свойств, как ширины состояний кваркония и вероятности перехода между состояниями.
Ещё один исторически ранний, но до сих пор эффективный метод использует модель эффективного потенциала для расчёта масс состояний кваркония. Предполагается, что кварки, составляющие кварконий, движутся с нерелятивистскими скоростями в статическом потенциале, подобно тому, как это происходит с электроном в нерелятивистской модели атома водорода. Один из наиболее популярных модельных потенциалов носит название потенциала Корнелла:
{\displaystyle V(r)={\frac {a}{r}}+br,}
где r — эффективный радиус связанного состояния, a и b — некие параметры. Такой потенциал состоит из двух частей. Первая, a/r, отвечает потенциалу, создаваемому одноглюонным обменом между кварком и антикварком, и называется кулоновской частью, поскольку повторяет вид кулоновского потенциала электромагнитного поля, также пропорционального 1/r. Вторая часть, br, отвечает эффекту конфайнмента кварков. Обычно при использовании данного подхода берётся удобная форма волновой функции кварков, а параметры a и b определяются путём подгонки к экспериментально измеренным значениям масс кваркониев. Релятивистские и прочие эффекты могут быть учтены путём добавления дополнительных членов к потенциалу, подобно тому, как это делается для атома водорода в нерелятивистской квантовой механике.
Последний метод не имеет качественного теоретического обоснования, однако весьма популярен, поскольку позволяет довольно точно предсказывать параметры кваркония, избегая длительных вычислений на решётке, а также разделяет влияние короткодействующего кулоновского потенциала и дальнодействующего эффекта конфайнмента. Это оказывается полезно для понимания характера сил между кварком и антикварком в КХД.

## Значение
Изучение кваркония представляет интерес с точки зрения определения параметров кварк-глюонного взаимодействия. Мезоны проще для изучения, так как состоят только из двух кварков, а кварконий для этих целей подходит лучше всего из-за симметричности.